# Super Mario Run
Super Mario Run er et platformspil udviklet og udgivet af Nintendo til iOS i Google Android i 2016 i 2017.
Super Mario Run det første spil i serien, er blevet frigivet på den mobile enhed. Gameplay fra siden, og genren er en platformspil. Mario flytter automatisk, men også springer små forhindringer. Spiller behøver kun tid til at lave spring, samt at regulere deres magt. Super Mario Run er placeret som et spil, hvor "kan spilles med den ene hånd." Spillet har 24 niveauer til rådighed, som er inkluderet i de 6 spil verdener. Ud over den enkle afleveringer, kan brugere forsøger at slå rekorden af hans venner forsøger at overgå deres akrobatiske optegnelser samt bygge deres egen Mushroom Kingdom. Ved præsentationen af Nintendo understregede, at der findes konkurrencedygtige multiplayer.
| computerspil | Spire Denne computerspilsrelaterede artikel er en spire som bør udbygges. Du er velkommen til at hjælpe Wikipedia ved at udvide den. |

1. ↑  Navnet er anført på bokmål og stammer fra Wikidata hvor navnet endnu ikke findes på dansk.